# Wybory parlamentarne w Hiszpanii w 1977 roku
Wybory parlamentarne w Hiszpanii odbyły się 15 czerwca 1977. Były to pierwsze wybory po śmierci gen. Franco. Frekwencja wyborcza wyniosła 78,8%.
| Wybory parlamentarne w 1977 w Hiszpanii → |            |      |            |
| Partia | Głosy      | %    | Deputowani |
| Unia Demokratycznego Centrum (Unión de Centro Democrático) (UCD) | 6 310 391  | 34,5 | 165        |
| Hiszpańska Socjalistyczna Partia Robotnicza - Partia Socjalistów Katalonii (Partido Socialista Obrero Español - Partit dels Socialistes de Catalunya) (PSOE-PSC)             | 5 371 866  | 29,4 | 118        |
| Hiszpańska Komunistyczna Partia Robotnicza - Katalońska Zjednoczona Partia Socjalistyczna (Partido Comunista de España - Partit Socialista Unificat de Catalunya) (PCE-PSUC) | 1 709 890  | 9,4  | 20         |
| Sojusz Ludowy (Alianza Popular) (AP) | 1 504 771  | 8,2  | 16         |
| Socjalistyczna Partia Ludowa - Socjalistyczna Jedność (Partido Socialista Popular - Unidad Socialista) (PSP-US)                                                              | 816 582    | 4,5  | 6          |
| Kataloński Pakt Demokratyczny (Pacte Democràtic per Catalunya) (PDPC) | 514 647    | 2,8  | 11         |
| Nacjonalistyczna Partia Basków (Partido Nacionalista Vasco) (PNV) | 296 193    | 1,6  | 8          |
| Zjednoczenie Centrowe i Chrześcijańska Demokracja Katalonii (Unió de Centre i Democracia Cristiana de Catalunya) (UDC-DCC)                                                   | 172 791    | 1,0  | 2          |
| Lewica Katalonii (Esquerra de Catalunya) (EC) | 143 954    | 0,8  | 1          |
| Euskadiko Ezkerra (EE) | 61 417     | 0,3  | 1          |
| Aragońska Kandydatura Centrowej Niepodległości (Candidatura Aragonesa Independiente de Centro) (CAIC)                                                                        | 37 182     | 0,2  | 1          |
| Kandydatura Centrowej Niepodległości (Candidatura Independiente de Centro) (CIC)                                                                                             | 29 834     | 0,2  | 1          |
| inni | 1 308 566  | 7,2  | 0          |
| Razem | 18 278 085 |      | 350        |